# Зельке
Зельке (нем. Selke) — река в Германии, протекает по земле Саксония-Анхальт. Площадь бассейна реки составляет 483 км². Длина реки — 64,4 км.
Река начинается в горах Гарца, течёт на северо-запад и впадает в Боде. 58 % водосбора занимают земли сельскохозяйственного назначения, 35 % — леса. Преобладающие типы почв — бурые в горных районах и чернозёмы в равнинных. Под ними лежат сланцы и глины в верховьях и лёсс в нижнем течении реки. Расход воды у Мейсдорфа составляет 1,5 м³/с.
Среднегодовое количество осадков меняется между 792 мм в Гарце и 450 мм в низменных районах, среднее значение — 660 мм. Среднегодовая температура — 9 °C, со средним месячным минимумом −1,8 °C в январе и максимумом 15,5 °C в июле.
Река протекает через заповедники Oberes Selketal (в пределах природного парка Harz/Saxony-Anhalt) и Selketal.